# Козлов, Александр Иванович (шахматист)
Александр Иванович Козлов (14 августа 1897, Новошешминск — 18 марта 1980, Свердловск) — шахматный композитор и деятель советского шахматного движения. Заслуженный тренер РСФСР (1962). Международный арбитр по шахматной композиции (1968). Судья всесоюзной категории по шахматам (1947) и шахматной композиции (1968).

## Биография
С 1927 опубликовал около 400 задач и этюдов, преимущественно двухходовки; ряд композиций удостоен отличий на конкурсах.
Редактор шахматного отдела свердловской областной молодёжной газеты «На смену» (1949—1980).
Скончался 18 марта 1980 года в Свердловске, похоронен на Восточном кладбище города.

## Избранные композиции
|   | a | b | c | d | e | f | g | h |   |
| - | --- | --- | --- | --- | --- | --- | --- | --- | - |
| 8 | e8 чёрный слон · f8 чёрный слон · c7 белый ферзь · h7 белый слон · e6 белая ладья · c5 чёрный конь · g5 белая ладья · a4 белая пешка · b4 чёрный конь · c4 чёрный король · f4 белая пешка · h4 белый король · b3 чёрная пешка · c3 белая пешка · e3 чёрная пешка · f3 белый конь · d2 чёрная ладья · f2 чёрная пешка · d1 белый конь | e8 чёрный слон · f8 чёрный слон · c7 белый ферзь · h7 белый слон · e6 белая ладья · c5 чёрный конь · g5 белая ладья · a4 белая пешка · b4 чёрный конь · c4 чёрный король · f4 белая пешка · h4 белый король · b3 чёрная пешка · c3 белая пешка · e3 чёрная пешка · f3 белый конь · d2 чёрная ладья · f2 чёрная пешка · d1 белый конь | e8 чёрный слон · f8 чёрный слон · c7 белый ферзь · h7 белый слон · e6 белая ладья · c5 чёрный конь · g5 белая ладья · a4 белая пешка · b4 чёрный конь · c4 чёрный король · f4 белая пешка · h4 белый король · b3 чёрная пешка · c3 белая пешка · e3 чёрная пешка · f3 белый конь · d2 чёрная ладья · f2 чёрная пешка · d1 белый конь | e8 чёрный слон · f8 чёрный слон · c7 белый ферзь · h7 белый слон · e6 белая ладья · c5 чёрный конь · g5 белая ладья · a4 белая пешка · b4 чёрный конь · c4 чёрный король · f4 белая пешка · h4 белый король · b3 чёрная пешка · c3 белая пешка · e3 чёрная пешка · f3 белый конь · d2 чёрная ладья · f2 чёрная пешка · d1 белый конь | e8 чёрный слон · f8 чёрный слон · c7 белый ферзь · h7 белый слон · e6 белая ладья · c5 чёрный конь · g5 белая ладья · a4 белая пешка · b4 чёрный конь · c4 чёрный король · f4 белая пешка · h4 белый король · b3 чёрная пешка · c3 белая пешка · e3 чёрная пешка · f3 белый конь · d2 чёрная ладья · f2 чёрная пешка · d1 белый конь | e8 чёрный слон · f8 чёрный слон · c7 белый ферзь · h7 белый слон · e6 белая ладья · c5 чёрный конь · g5 белая ладья · a4 белая пешка · b4 чёрный конь · c4 чёрный король · f4 белая пешка · h4 белый король · b3 чёрная пешка · c3 белая пешка · e3 чёрная пешка · f3 белый конь · d2 чёрная ладья · f2 чёрная пешка · d1 белый конь | e8 чёрный слон · f8 чёрный слон · c7 белый ферзь · h7 белый слон · e6 белая ладья · c5 чёрный конь · g5 белая ладья · a4 белая пешка · b4 чёрный конь · c4 чёрный король · f4 белая пешка · h4 белый король · b3 чёрная пешка · c3 белая пешка · e3 чёрная пешка · f3 белый конь · d2 чёрная ладья · f2 чёрная пешка · d1 белый конь | e8 чёрный слон · f8 чёрный слон · c7 белый ферзь · h7 белый слон · e6 белая ладья · c5 чёрный конь · g5 белая ладья · a4 белая пешка · b4 чёрный конь · c4 чёрный король · f4 белая пешка · h4 белый король · b3 чёрная пешка · c3 белая пешка · e3 чёрная пешка · f3 белый конь · d2 чёрная ладья · f2 чёрная пешка · d1 белый конь | 8 |
| 7 | e8 чёрный слон · f8 чёрный слон · c7 белый ферзь · h7 белый слон · e6 белая ладья · c5 чёрный конь · g5 белая ладья · a4 белая пешка · b4 чёрный конь · c4 чёрный король · f4 белая пешка · h4 белый король · b3 чёрная пешка · c3 белая пешка · e3 чёрная пешка · f3 белый конь · d2 чёрная ладья · f2 чёрная пешка · d1 белый конь | e8 чёрный слон · f8 чёрный слон · c7 белый ферзь · h7 белый слон · e6 белая ладья · c5 чёрный конь · g5 белая ладья · a4 белая пешка · b4 чёрный конь · c4 чёрный король · f4 белая пешка · h4 белый король · b3 чёрная пешка · c3 белая пешка · e3 чёрная пешка · f3 белый конь · d2 чёрная ладья · f2 чёрная пешка · d1 белый конь | e8 чёрный слон · f8 чёрный слон · c7 белый ферзь · h7 белый слон · e6 белая ладья · c5 чёрный конь · g5 белая ладья · a4 белая пешка · b4 чёрный конь · c4 чёрный король · f4 белая пешка · h4 белый король · b3 чёрная пешка · c3 белая пешка · e3 чёрная пешка · f3 белый конь · d2 чёрная ладья · f2 чёрная пешка · d1 белый конь | e8 чёрный слон · f8 чёрный слон · c7 белый ферзь · h7 белый слон · e6 белая ладья · c5 чёрный конь · g5 белая ладья · a4 белая пешка · b4 чёрный конь · c4 чёрный король · f4 белая пешка · h4 белый король · b3 чёрная пешка · c3 белая пешка · e3 чёрная пешка · f3 белый конь · d2 чёрная ладья · f2 чёрная пешка · d1 белый конь | e8 чёрный слон · f8 чёрный слон · c7 белый ферзь · h7 белый слон · e6 белая ладья · c5 чёрный конь · g5 белая ладья · a4 белая пешка · b4 чёрный конь · c4 чёрный король · f4 белая пешка · h4 белый король · b3 чёрная пешка · c3 белая пешка · e3 чёрная пешка · f3 белый конь · d2 чёрная ладья · f2 чёрная пешка · d1 белый конь | e8 чёрный слон · f8 чёрный слон · c7 белый ферзь · h7 белый слон · e6 белая ладья · c5 чёрный конь · g5 белая ладья · a4 белая пешка · b4 чёрный конь · c4 чёрный король · f4 белая пешка · h4 белый король · b3 чёрная пешка · c3 белая пешка · e3 чёрная пешка · f3 белый конь · d2 чёрная ладья · f2 чёрная пешка · d1 белый конь | e8 чёрный слон · f8 чёрный слон · c7 белый ферзь · h7 белый слон · e6 белая ладья · c5 чёрный конь · g5 белая ладья · a4 белая пешка · b4 чёрный конь · c4 чёрный король · f4 белая пешка · h4 белый король · b3 чёрная пешка · c3 белая пешка · e3 чёрная пешка · f3 белый конь · d2 чёрная ладья · f2 чёрная пешка · d1 белый конь | e8 чёрный слон · f8 чёрный слон · c7 белый ферзь · h7 белый слон · e6 белая ладья · c5 чёрный конь · g5 белая ладья · a4 белая пешка · b4 чёрный конь · c4 чёрный король · f4 белая пешка · h4 белый король · b3 чёрная пешка · c3 белая пешка · e3 чёрная пешка · f3 белый конь · d2 чёрная ладья · f2 чёрная пешка · d1 белый конь | 7 |
| 6 | e8 чёрный слон · f8 чёрный слон · c7 белый ферзь · h7 белый слон · e6 белая ладья · c5 чёрный конь · g5 белая ладья · a4 белая пешка · b4 чёрный конь · c4 чёрный король · f4 белая пешка · h4 белый король · b3 чёрная пешка · c3 белая пешка · e3 чёрная пешка · f3 белый конь · d2 чёрная ладья · f2 чёрная пешка · d1 белый конь | e8 чёрный слон · f8 чёрный слон · c7 белый ферзь · h7 белый слон · e6 белая ладья · c5 чёрный конь · g5 белая ладья · a4 белая пешка · b4 чёрный конь · c4 чёрный король · f4 белая пешка · h4 белый король · b3 чёрная пешка · c3 белая пешка · e3 чёрная пешка · f3 белый конь · d2 чёрная ладья · f2 чёрная пешка · d1 белый конь | e8 чёрный слон · f8 чёрный слон · c7 белый ферзь · h7 белый слон · e6 белая ладья · c5 чёрный конь · g5 белая ладья · a4 белая пешка · b4 чёрный конь · c4 чёрный король · f4 белая пешка · h4 белый король · b3 чёрная пешка · c3 белая пешка · e3 чёрная пешка · f3 белый конь · d2 чёрная ладья · f2 чёрная пешка · d1 белый конь | e8 чёрный слон · f8 чёрный слон · c7 белый ферзь · h7 белый слон · e6 белая ладья · c5 чёрный конь · g5 белая ладья · a4 белая пешка · b4 чёрный конь · c4 чёрный король · f4 белая пешка · h4 белый король · b3 чёрная пешка · c3 белая пешка · e3 чёрная пешка · f3 белый конь · d2 чёрная ладья · f2 чёрная пешка · d1 белый конь | e8 чёрный слон · f8 чёрный слон · c7 белый ферзь · h7 белый слон · e6 белая ладья · c5 чёрный конь · g5 белая ладья · a4 белая пешка · b4 чёрный конь · c4 чёрный король · f4 белая пешка · h4 белый король · b3 чёрная пешка · c3 белая пешка · e3 чёрная пешка · f3 белый конь · d2 чёрная ладья · f2 чёрная пешка · d1 белый конь | e8 чёрный слон · f8 чёрный слон · c7 белый ферзь · h7 белый слон · e6 белая ладья · c5 чёрный конь · g5 белая ладья · a4 белая пешка · b4 чёрный конь · c4 чёрный король · f4 белая пешка · h4 белый король · b3 чёрная пешка · c3 белая пешка · e3 чёрная пешка · f3 белый конь · d2 чёрная ладья · f2 чёрная пешка · d1 белый конь | e8 чёрный слон · f8 чёрный слон · c7 белый ферзь · h7 белый слон · e6 белая ладья · c5 чёрный конь · g5 белая ладья · a4 белая пешка · b4 чёрный конь · c4 чёрный король · f4 белая пешка · h4 белый король · b3 чёрная пешка · c3 белая пешка · e3 чёрная пешка · f3 белый конь · d2 чёрная ладья · f2 чёрная пешка · d1 белый конь | e8 чёрный слон · f8 чёрный слон · c7 белый ферзь · h7 белый слон · e6 белая ладья · c5 чёрный конь · g5 белая ладья · a4 белая пешка · b4 чёрный конь · c4 чёрный король · f4 белая пешка · h4 белый король · b3 чёрная пешка · c3 белая пешка · e3 чёрная пешка · f3 белый конь · d2 чёрная ладья · f2 чёрная пешка · d1 белый конь | 6 |
| 5 | e8 чёрный слон · f8 чёрный слон · c7 белый ферзь · h7 белый слон · e6 белая ладья · c5 чёрный конь · g5 белая ладья · a4 белая пешка · b4 чёрный конь · c4 чёрный король · f4 белая пешка · h4 белый король · b3 чёрная пешка · c3 белая пешка · e3 чёрная пешка · f3 белый конь · d2 чёрная ладья · f2 чёрная пешка · d1 белый конь | e8 чёрный слон · f8 чёрный слон · c7 белый ферзь · h7 белый слон · e6 белая ладья · c5 чёрный конь · g5 белая ладья · a4 белая пешка · b4 чёрный конь · c4 чёрный король · f4 белая пешка · h4 белый король · b3 чёрная пешка · c3 белая пешка · e3 чёрная пешка · f3 белый конь · d2 чёрная ладья · f2 чёрная пешка · d1 белый конь | e8 чёрный слон · f8 чёрный слон · c7 белый ферзь · h7 белый слон · e6 белая ладья · c5 чёрный конь · g5 белая ладья · a4 белая пешка · b4 чёрный конь · c4 чёрный король · f4 белая пешка · h4 белый король · b3 чёрная пешка · c3 белая пешка · e3 чёрная пешка · f3 белый конь · d2 чёрная ладья · f2 чёрная пешка · d1 белый конь | e8 чёрный слон · f8 чёрный слон · c7 белый ферзь · h7 белый слон · e6 белая ладья · c5 чёрный конь · g5 белая ладья · a4 белая пешка · b4 чёрный конь · c4 чёрный король · f4 белая пешка · h4 белый король · b3 чёрная пешка · c3 белая пешка · e3 чёрная пешка · f3 белый конь · d2 чёрная ладья · f2 чёрная пешка · d1 белый конь | e8 чёрный слон · f8 чёрный слон · c7 белый ферзь · h7 белый слон · e6 белая ладья · c5 чёрный конь · g5 белая ладья · a4 белая пешка · b4 чёрный конь · c4 чёрный король · f4 белая пешка · h4 белый король · b3 чёрная пешка · c3 белая пешка · e3 чёрная пешка · f3 белый конь · d2 чёрная ладья · f2 чёрная пешка · d1 белый конь | e8 чёрный слон · f8 чёрный слон · c7 белый ферзь · h7 белый слон · e6 белая ладья · c5 чёрный конь · g5 белая ладья · a4 белая пешка · b4 чёрный конь · c4 чёрный король · f4 белая пешка · h4 белый король · b3 чёрная пешка · c3 белая пешка · e3 чёрная пешка · f3 белый конь · d2 чёрная ладья · f2 чёрная пешка · d1 белый конь | e8 чёрный слон · f8 чёрный слон · c7 белый ферзь · h7 белый слон · e6 белая ладья · c5 чёрный конь · g5 белая ладья · a4 белая пешка · b4 чёрный конь · c4 чёрный король · f4 белая пешка · h4 белый король · b3 чёрная пешка · c3 белая пешка · e3 чёрная пешка · f3 белый конь · d2 чёрная ладья · f2 чёрная пешка · d1 белый конь | e8 чёрный слон · f8 чёрный слон · c7 белый ферзь · h7 белый слон · e6 белая ладья · c5 чёрный конь · g5 белая ладья · a4 белая пешка · b4 чёрный конь · c4 чёрный король · f4 белая пешка · h4 белый король · b3 чёрная пешка · c3 белая пешка · e3 чёрная пешка · f3 белый конь · d2 чёрная ладья · f2 чёрная пешка · d1 белый конь | 5 |
| 4 | e8 чёрный слон · f8 чёрный слон · c7 белый ферзь · h7 белый слон · e6 белая ладья · c5 чёрный конь · g5 белая ладья · a4 белая пешка · b4 чёрный конь · c4 чёрный король · f4 белая пешка · h4 белый король · b3 чёрная пешка · c3 белая пешка · e3 чёрная пешка · f3 белый конь · d2 чёрная ладья · f2 чёрная пешка · d1 белый конь | e8 чёрный слон · f8 чёрный слон · c7 белый ферзь · h7 белый слон · e6 белая ладья · c5 чёрный конь · g5 белая ладья · a4 белая пешка · b4 чёрный конь · c4 чёрный король · f4 белая пешка · h4 белый король · b3 чёрная пешка · c3 белая пешка · e3 чёрная пешка · f3 белый конь · d2 чёрная ладья · f2 чёрная пешка · d1 белый конь | e8 чёрный слон · f8 чёрный слон · c7 белый ферзь · h7 белый слон · e6 белая ладья · c5 чёрный конь · g5 белая ладья · a4 белая пешка · b4 чёрный конь · c4 чёрный король · f4 белая пешка · h4 белый король · b3 чёрная пешка · c3 белая пешка · e3 чёрная пешка · f3 белый конь · d2 чёрная ладья · f2 чёрная пешка · d1 белый конь | e8 чёрный слон · f8 чёрный слон · c7 белый ферзь · h7 белый слон · e6 белая ладья · c5 чёрный конь · g5 белая ладья · a4 белая пешка · b4 чёрный конь · c4 чёрный король · f4 белая пешка · h4 белый король · b3 чёрная пешка · c3 белая пешка · e3 чёрная пешка · f3 белый конь · d2 чёрная ладья · f2 чёрная пешка · d1 белый конь | e8 чёрный слон · f8 чёрный слон · c7 белый ферзь · h7 белый слон · e6 белая ладья · c5 чёрный конь · g5 белая ладья · a4 белая пешка · b4 чёрный конь · c4 чёрный король · f4 белая пешка · h4 белый король · b3 чёрная пешка · c3 белая пешка · e3 чёрная пешка · f3 белый конь · d2 чёрная ладья · f2 чёрная пешка · d1 белый конь | e8 чёрный слон · f8 чёрный слон · c7 белый ферзь · h7 белый слон · e6 белая ладья · c5 чёрный конь · g5 белая ладья · a4 белая пешка · b4 чёрный конь · c4 чёрный король · f4 белая пешка · h4 белый король · b3 чёрная пешка · c3 белая пешка · e3 чёрная пешка · f3 белый конь · d2 чёрная ладья · f2 чёрная пешка · d1 белый конь | e8 чёрный слон · f8 чёрный слон · c7 белый ферзь · h7 белый слон · e6 белая ладья · c5 чёрный конь · g5 белая ладья · a4 белая пешка · b4 чёрный конь · c4 чёрный король · f4 белая пешка · h4 белый король · b3 чёрная пешка · c3 белая пешка · e3 чёрная пешка · f3 белый конь · d2 чёрная ладья · f2 чёрная пешка · d1 белый конь | e8 чёрный слон · f8 чёрный слон · c7 белый ферзь · h7 белый слон · e6 белая ладья · c5 чёрный конь · g5 белая ладья · a4 белая пешка · b4 чёрный конь · c4 чёрный король · f4 белая пешка · h4 белый король · b3 чёрная пешка · c3 белая пешка · e3 чёрная пешка · f3 белый конь · d2 чёрная ладья · f2 чёрная пешка · d1 белый конь | 4 |
| 3 | e8 чёрный слон · f8 чёрный слон · c7 белый ферзь · h7 белый слон · e6 белая ладья · c5 чёрный конь · g5 белая ладья · a4 белая пешка · b4 чёрный конь · c4 чёрный король · f4 белая пешка · h4 белый король · b3 чёрная пешка · c3 белая пешка · e3 чёрная пешка · f3 белый конь · d2 чёрная ладья · f2 чёрная пешка · d1 белый конь | e8 чёрный слон · f8 чёрный слон · c7 белый ферзь · h7 белый слон · e6 белая ладья · c5 чёрный конь · g5 белая ладья · a4 белая пешка · b4 чёрный конь · c4 чёрный король · f4 белая пешка · h4 белый король · b3 чёрная пешка · c3 белая пешка · e3 чёрная пешка · f3 белый конь · d2 чёрная ладья · f2 чёрная пешка · d1 белый конь | e8 чёрный слон · f8 чёрный слон · c7 белый ферзь · h7 белый слон · e6 белая ладья · c5 чёрный конь · g5 белая ладья · a4 белая пешка · b4 чёрный конь · c4 чёрный король · f4 белая пешка · h4 белый король · b3 чёрная пешка · c3 белая пешка · e3 чёрная пешка · f3 белый конь · d2 чёрная ладья · f2 чёрная пешка · d1 белый конь | e8 чёрный слон · f8 чёрный слон · c7 белый ферзь · h7 белый слон · e6 белая ладья · c5 чёрный конь · g5 белая ладья · a4 белая пешка · b4 чёрный конь · c4 чёрный король · f4 белая пешка · h4 белый король · b3 чёрная пешка · c3 белая пешка · e3 чёрная пешка · f3 белый конь · d2 чёрная ладья · f2 чёрная пешка · d1 белый конь | e8 чёрный слон · f8 чёрный слон · c7 белый ферзь · h7 белый слон · e6 белая ладья · c5 чёрный конь · g5 белая ладья · a4 белая пешка · b4 чёрный конь · c4 чёрный король · f4 белая пешка · h4 белый король · b3 чёрная пешка · c3 белая пешка · e3 чёрная пешка · f3 белый конь · d2 чёрная ладья · f2 чёрная пешка · d1 белый конь | e8 чёрный слон · f8 чёрный слон · c7 белый ферзь · h7 белый слон · e6 белая ладья · c5 чёрный конь · g5 белая ладья · a4 белая пешка · b4 чёрный конь · c4 чёрный король · f4 белая пешка · h4 белый король · b3 чёрная пешка · c3 белая пешка · e3 чёрная пешка · f3 белый конь · d2 чёрная ладья · f2 чёрная пешка · d1 белый конь | e8 чёрный слон · f8 чёрный слон · c7 белый ферзь · h7 белый слон · e6 белая ладья · c5 чёрный конь · g5 белая ладья · a4 белая пешка · b4 чёрный конь · c4 чёрный король · f4 белая пешка · h4 белый король · b3 чёрная пешка · c3 белая пешка · e3 чёрная пешка · f3 белый конь · d2 чёрная ладья · f2 чёрная пешка · d1 белый конь | e8 чёрный слон · f8 чёрный слон · c7 белый ферзь · h7 белый слон · e6 белая ладья · c5 чёрный конь · g5 белая ладья · a4 белая пешка · b4 чёрный конь · c4 чёрный король · f4 белая пешка · h4 белый король · b3 чёрная пешка · c3 белая пешка · e3 чёрная пешка · f3 белый конь · d2 чёрная ладья · f2 чёрная пешка · d1 белый конь | 3 |
| 2 | e8 чёрный слон · f8 чёрный слон · c7 белый ферзь · h7 белый слон · e6 белая ладья · c5 чёрный конь · g5 белая ладья · a4 белая пешка · b4 чёрный конь · c4 чёрный король · f4 белая пешка · h4 белый король · b3 чёрная пешка · c3 белая пешка · e3 чёрная пешка · f3 белый конь · d2 чёрная ладья · f2 чёрная пешка · d1 белый конь | e8 чёрный слон · f8 чёрный слон · c7 белый ферзь · h7 белый слон · e6 белая ладья · c5 чёрный конь · g5 белая ладья · a4 белая пешка · b4 чёрный конь · c4 чёрный король · f4 белая пешка · h4 белый король · b3 чёрная пешка · c3 белая пешка · e3 чёрная пешка · f3 белый конь · d2 чёрная ладья · f2 чёрная пешка · d1 белый конь | e8 чёрный слон · f8 чёрный слон · c7 белый ферзь · h7 белый слон · e6 белая ладья · c5 чёрный конь · g5 белая ладья · a4 белая пешка · b4 чёрный конь · c4 чёрный король · f4 белая пешка · h4 белый король · b3 чёрная пешка · c3 белая пешка · e3 чёрная пешка · f3 белый конь · d2 чёрная ладья · f2 чёрная пешка · d1 белый конь | e8 чёрный слон · f8 чёрный слон · c7 белый ферзь · h7 белый слон · e6 белая ладья · c5 чёрный конь · g5 белая ладья · a4 белая пешка · b4 чёрный конь · c4 чёрный король · f4 белая пешка · h4 белый король · b3 чёрная пешка · c3 белая пешка · e3 чёрная пешка · f3 белый конь · d2 чёрная ладья · f2 чёрная пешка · d1 белый конь | e8 чёрный слон · f8 чёрный слон · c7 белый ферзь · h7 белый слон · e6 белая ладья · c5 чёрный конь · g5 белая ладья · a4 белая пешка · b4 чёрный конь · c4 чёрный король · f4 белая пешка · h4 белый король · b3 чёрная пешка · c3 белая пешка · e3 чёрная пешка · f3 белый конь · d2 чёрная ладья · f2 чёрная пешка · d1 белый конь | e8 чёрный слон · f8 чёрный слон · c7 белый ферзь · h7 белый слон · e6 белая ладья · c5 чёрный конь · g5 белая ладья · a4 белая пешка · b4 чёрный конь · c4 чёрный король · f4 белая пешка · h4 белый король · b3 чёрная пешка · c3 белая пешка · e3 чёрная пешка · f3 белый конь · d2 чёрная ладья · f2 чёрная пешка · d1 белый конь | e8 чёрный слон · f8 чёрный слон · c7 белый ферзь · h7 белый слон · e6 белая ладья · c5 чёрный конь · g5 белая ладья · a4 белая пешка · b4 чёрный конь · c4 чёрный король · f4 белая пешка · h4 белый король · b3 чёрная пешка · c3 белая пешка · e3 чёрная пешка · f3 белый конь · d2 чёрная ладья · f2 чёрная пешка · d1 белый конь | e8 чёрный слон · f8 чёрный слон · c7 белый ферзь · h7 белый слон · e6 белая ладья · c5 чёрный конь · g5 белая ладья · a4 белая пешка · b4 чёрный конь · c4 чёрный король · f4 белая пешка · h4 белый король · b3 чёрная пешка · c3 белая пешка · e3 чёрная пешка · f3 белый конь · d2 чёрная ладья · f2 чёрная пешка · d1 белый конь | 2 |
| 1 | e8 чёрный слон · f8 чёрный слон · c7 белый ферзь · h7 белый слон · e6 белая ладья · c5 чёрный конь · g5 белая ладья · a4 белая пешка · b4 чёрный конь · c4 чёрный король · f4 белая пешка · h4 белый король · b3 чёрная пешка · c3 белая пешка · e3 чёрная пешка · f3 белый конь · d2 чёрная ладья · f2 чёрная пешка · d1 белый конь | e8 чёрный слон · f8 чёрный слон · c7 белый ферзь · h7 белый слон · e6 белая ладья · c5 чёрный конь · g5 белая ладья · a4 белая пешка · b4 чёрный конь · c4 чёрный король · f4 белая пешка · h4 белый король · b3 чёрная пешка · c3 белая пешка · e3 чёрная пешка · f3 белый конь · d2 чёрная ладья · f2 чёрная пешка · d1 белый конь | e8 чёрный слон · f8 чёрный слон · c7 белый ферзь · h7 белый слон · e6 белая ладья · c5 чёрный конь · g5 белая ладья · a4 белая пешка · b4 чёрный конь · c4 чёрный король · f4 белая пешка · h4 белый король · b3 чёрная пешка · c3 белая пешка · e3 чёрная пешка · f3 белый конь · d2 чёрная ладья · f2 чёрная пешка · d1 белый конь | e8 чёрный слон · f8 чёрный слон · c7 белый ферзь · h7 белый слон · e6 белая ладья · c5 чёрный конь · g5 белая ладья · a4 белая пешка · b4 чёрный конь · c4 чёрный король · f4 белая пешка · h4 белый король · b3 чёрная пешка · c3 белая пешка · e3 чёрная пешка · f3 белый конь · d2 чёрная ладья · f2 чёрная пешка · d1 белый конь | e8 чёрный слон · f8 чёрный слон · c7 белый ферзь · h7 белый слон · e6 белая ладья · c5 чёрный конь · g5 белая ладья · a4 белая пешка · b4 чёрный конь · c4 чёрный король · f4 белая пешка · h4 белый король · b3 чёрная пешка · c3 белая пешка · e3 чёрная пешка · f3 белый конь · d2 чёрная ладья · f2 чёрная пешка · d1 белый конь | e8 чёрный слон · f8 чёрный слон · c7 белый ферзь · h7 белый слон · e6 белая ладья · c5 чёрный конь · g5 белая ладья · a4 белая пешка · b4 чёрный конь · c4 чёрный король · f4 белая пешка · h4 белый король · b3 чёрная пешка · c3 белая пешка · e3 чёрная пешка · f3 белый конь · d2 чёрная ладья · f2 чёрная пешка · d1 белый конь | e8 чёрный слон · f8 чёрный слон · c7 белый ферзь · h7 белый слон · e6 белая ладья · c5 чёрный конь · g5 белая ладья · a4 белая пешка · b4 чёрный конь · c4 чёрный король · f4 белая пешка · h4 белый король · b3 чёрная пешка · c3 белая пешка · e3 чёрная пешка · f3 белый конь · d2 чёрная ладья · f2 чёрная пешка · d1 белый конь | e8 чёрный слон · f8 чёрный слон · c7 белый ферзь · h7 белый слон · e6 белая ладья · c5 чёрный конь · g5 белая ладья · a4 белая пешка · b4 чёрный конь · c4 чёрный король · f4 белая пешка · h4 белый король · b3 чёрная пешка · c3 белая пешка · e3 чёрная пешка · f3 белый конь · d2 чёрная ладья · f2 чёрная пешка · d1 белый конь | 1 |
|   | a | b | c | d | e | f | g | h |   |

1.Фа5! — 2.Ф:b4#

1…Kb~ 2.K:e3#, 1…Kd5! 2.Ke5, 1…Kc2! 2.Kb2#;

1…Kc~ 2.Ke5#, 1…Kd7! 2.Фb5#, 1…Kcd3! 2.Лс4#

Два механизма чёрной коррекции с двумя точными защитами.
Задача участвовала в финале I чемпионата СССР по шахматной композиции.
|   | a | b | c | d | e | f | g | h |   |
| - | --- | --- | --- | --- | --- | --- | --- | --- | - |
| 8 | c8 чёрный конь · b6 белый слон · f6 белый конь · e5 чёрный король · b2 чёрная ладья · a1 белая ладья · e1 белый король | c8 чёрный конь · b6 белый слон · f6 белый конь · e5 чёрный король · b2 чёрная ладья · a1 белая ладья · e1 белый король | c8 чёрный конь · b6 белый слон · f6 белый конь · e5 чёрный король · b2 чёрная ладья · a1 белая ладья · e1 белый король | c8 чёрный конь · b6 белый слон · f6 белый конь · e5 чёрный король · b2 чёрная ладья · a1 белая ладья · e1 белый король | c8 чёрный конь · b6 белый слон · f6 белый конь · e5 чёрный король · b2 чёрная ладья · a1 белая ладья · e1 белый король | c8 чёрный конь · b6 белый слон · f6 белый конь · e5 чёрный король · b2 чёрная ладья · a1 белая ладья · e1 белый король | c8 чёрный конь · b6 белый слон · f6 белый конь · e5 чёрный король · b2 чёрная ладья · a1 белая ладья · e1 белый король | c8 чёрный конь · b6 белый слон · f6 белый конь · e5 чёрный король · b2 чёрная ладья · a1 белая ладья · e1 белый король | 8 |
| 7 | c8 чёрный конь · b6 белый слон · f6 белый конь · e5 чёрный король · b2 чёрная ладья · a1 белая ладья · e1 белый король | c8 чёрный конь · b6 белый слон · f6 белый конь · e5 чёрный король · b2 чёрная ладья · a1 белая ладья · e1 белый король | c8 чёрный конь · b6 белый слон · f6 белый конь · e5 чёрный король · b2 чёрная ладья · a1 белая ладья · e1 белый король | c8 чёрный конь · b6 белый слон · f6 белый конь · e5 чёрный король · b2 чёрная ладья · a1 белая ладья · e1 белый король | c8 чёрный конь · b6 белый слон · f6 белый конь · e5 чёрный король · b2 чёрная ладья · a1 белая ладья · e1 белый король | c8 чёрный конь · b6 белый слон · f6 белый конь · e5 чёрный король · b2 чёрная ладья · a1 белая ладья · e1 белый король | c8 чёрный конь · b6 белый слон · f6 белый конь · e5 чёрный король · b2 чёрная ладья · a1 белая ладья · e1 белый король | c8 чёрный конь · b6 белый слон · f6 белый конь · e5 чёрный король · b2 чёрная ладья · a1 белая ладья · e1 белый король | 7 |
| 6 | c8 чёрный конь · b6 белый слон · f6 белый конь · e5 чёрный король · b2 чёрная ладья · a1 белая ладья · e1 белый король | c8 чёрный конь · b6 белый слон · f6 белый конь · e5 чёрный король · b2 чёрная ладья · a1 белая ладья · e1 белый король | c8 чёрный конь · b6 белый слон · f6 белый конь · e5 чёрный король · b2 чёрная ладья · a1 белая ладья · e1 белый король | c8 чёрный конь · b6 белый слон · f6 белый конь · e5 чёрный король · b2 чёрная ладья · a1 белая ладья · e1 белый король | c8 чёрный конь · b6 белый слон · f6 белый конь · e5 чёрный король · b2 чёрная ладья · a1 белая ладья · e1 белый король | c8 чёрный конь · b6 белый слон · f6 белый конь · e5 чёрный король · b2 чёрная ладья · a1 белая ладья · e1 белый король | c8 чёрный конь · b6 белый слон · f6 белый конь · e5 чёрный король · b2 чёрная ладья · a1 белая ладья · e1 белый король | c8 чёрный конь · b6 белый слон · f6 белый конь · e5 чёрный король · b2 чёрная ладья · a1 белая ладья · e1 белый король | 6 |
| 5 | c8 чёрный конь · b6 белый слон · f6 белый конь · e5 чёрный король · b2 чёрная ладья · a1 белая ладья · e1 белый король | c8 чёрный конь · b6 белый слон · f6 белый конь · e5 чёрный король · b2 чёрная ладья · a1 белая ладья · e1 белый король | c8 чёрный конь · b6 белый слон · f6 белый конь · e5 чёрный король · b2 чёрная ладья · a1 белая ладья · e1 белый король | c8 чёрный конь · b6 белый слон · f6 белый конь · e5 чёрный король · b2 чёрная ладья · a1 белая ладья · e1 белый король | c8 чёрный конь · b6 белый слон · f6 белый конь · e5 чёрный король · b2 чёрная ладья · a1 белая ладья · e1 белый король | c8 чёрный конь · b6 белый слон · f6 белый конь · e5 чёрный король · b2 чёрная ладья · a1 белая ладья · e1 белый король | c8 чёрный конь · b6 белый слон · f6 белый конь · e5 чёрный король · b2 чёрная ладья · a1 белая ладья · e1 белый король | c8 чёрный конь · b6 белый слон · f6 белый конь · e5 чёрный король · b2 чёрная ладья · a1 белая ладья · e1 белый король | 5 |
| 4 | c8 чёрный конь · b6 белый слон · f6 белый конь · e5 чёрный король · b2 чёрная ладья · a1 белая ладья · e1 белый король | c8 чёрный конь · b6 белый слон · f6 белый конь · e5 чёрный король · b2 чёрная ладья · a1 белая ладья · e1 белый король | c8 чёрный конь · b6 белый слон · f6 белый конь · e5 чёрный король · b2 чёрная ладья · a1 белая ладья · e1 белый король | c8 чёрный конь · b6 белый слон · f6 белый конь · e5 чёрный король · b2 чёрная ладья · a1 белая ладья · e1 белый король | c8 чёрный конь · b6 белый слон · f6 белый конь · e5 чёрный король · b2 чёрная ладья · a1 белая ладья · e1 белый король | c8 чёрный конь · b6 белый слон · f6 белый конь · e5 чёрный король · b2 чёрная ладья · a1 белая ладья · e1 белый король | c8 чёрный конь · b6 белый слон · f6 белый конь · e5 чёрный король · b2 чёрная ладья · a1 белая ладья · e1 белый король | c8 чёрный конь · b6 белый слон · f6 белый конь · e5 чёрный король · b2 чёрная ладья · a1 белая ладья · e1 белый король | 4 |
| 3 | c8 чёрный конь · b6 белый слон · f6 белый конь · e5 чёрный король · b2 чёрная ладья · a1 белая ладья · e1 белый король | c8 чёрный конь · b6 белый слон · f6 белый конь · e5 чёрный король · b2 чёрная ладья · a1 белая ладья · e1 белый король | c8 чёрный конь · b6 белый слон · f6 белый конь · e5 чёрный король · b2 чёрная ладья · a1 белая ладья · e1 белый король | c8 чёрный конь · b6 белый слон · f6 белый конь · e5 чёрный король · b2 чёрная ладья · a1 белая ладья · e1 белый король | c8 чёрный конь · b6 белый слон · f6 белый конь · e5 чёрный король · b2 чёрная ладья · a1 белая ладья · e1 белый король | c8 чёрный конь · b6 белый слон · f6 белый конь · e5 чёрный король · b2 чёрная ладья · a1 белая ладья · e1 белый король | c8 чёрный конь · b6 белый слон · f6 белый конь · e5 чёрный король · b2 чёрная ладья · a1 белая ладья · e1 белый король | c8 чёрный конь · b6 белый слон · f6 белый конь · e5 чёрный король · b2 чёрная ладья · a1 белая ладья · e1 белый король | 3 |
| 2 | c8 чёрный конь · b6 белый слон · f6 белый конь · e5 чёрный король · b2 чёрная ладья · a1 белая ладья · e1 белый король | c8 чёрный конь · b6 белый слон · f6 белый конь · e5 чёрный король · b2 чёрная ладья · a1 белая ладья · e1 белый король | c8 чёрный конь · b6 белый слон · f6 белый конь · e5 чёрный король · b2 чёрная ладья · a1 белая ладья · e1 белый король | c8 чёрный конь · b6 белый слон · f6 белый конь · e5 чёрный король · b2 чёрная ладья · a1 белая ладья · e1 белый король | c8 чёрный конь · b6 белый слон · f6 белый конь · e5 чёрный король · b2 чёрная ладья · a1 белая ладья · e1 белый король | c8 чёрный конь · b6 белый слон · f6 белый конь · e5 чёрный король · b2 чёрная ладья · a1 белая ладья · e1 белый король | c8 чёрный конь · b6 белый слон · f6 белый конь · e5 чёрный король · b2 чёрная ладья · a1 белая ладья · e1 белый король | c8 чёрный конь · b6 белый слон · f6 белый конь · e5 чёрный король · b2 чёрная ладья · a1 белая ладья · e1 белый король | 2 |
| 1 | c8 чёрный конь · b6 белый слон · f6 белый конь · e5 чёрный король · b2 чёрная ладья · a1 белая ладья · e1 белый король | c8 чёрный конь · b6 белый слон · f6 белый конь · e5 чёрный король · b2 чёрная ладья · a1 белая ладья · e1 белый король | c8 чёрный конь · b6 белый слон · f6 белый конь · e5 чёрный король · b2 чёрная ладья · a1 белая ладья · e1 белый король | c8 чёрный конь · b6 белый слон · f6 белый конь · e5 чёрный король · b2 чёрная ладья · a1 белая ладья · e1 белый король | c8 чёрный конь · b6 белый слон · f6 белый конь · e5 чёрный король · b2 чёрная ладья · a1 белая ладья · e1 белый король | c8 чёрный конь · b6 белый слон · f6 белый конь · e5 чёрный король · b2 чёрная ладья · a1 белая ладья · e1 белый король | c8 чёрный конь · b6 белый слон · f6 белый конь · e5 чёрный король · b2 чёрная ладья · a1 белая ладья · e1 белый король | c8 чёрный конь · b6 белый слон · f6 белый конь · e5 чёрный король · b2 чёрная ладья · a1 белая ладья · e1 белый король | 1 |
|   | a | b | c | d | e | f | g | h |   |

1.Сd4+! Кр: d4 

2.0-0-0+! Крc3 

3.Кe4+ Крb3 

4.Лd3+ Крa2 (4…Крc4 5.Лc3+ Крd4 6.Кр: b2 Кр: e4 7.Л:c8) 

5.Кc3+ Крa1 

6.Лd5! Лa2 

7.Лb5